# Liogluta micans
Liogluta micans – gatunek chrząszcza z rodziny kusakowatych i podrodziny rydzenic. Zamieszkuje środkową i północną część Europy.

## Taksonomia
Gatunek ten opisany został po raz pierwszy w 1852 roku przez Étienne'a Mulsanta i Claudiusa Reya pod nazwą Homalota micans.

## Morfologia
Chrząszcz o wydłużonym ciele długości od 3,6 do 4,2 mm, nieco szerszym niż u szorstkogonka wydłużonego. Wierzch ciała jest błyszczący, niezbyt gęsto punktowany, porośnięty rozproszonymi, dość długimi, nieco podniesionymi włoskami. Głowa jest ciemnobrązowa do czarnej, zaokrąglona, o niepełnym obrzeżeniu skroni. Czułki są ciemnobrązowe z jasnobrązowawymi nasadami, ku wierzchołkom pogrubione, o członie przedostatnim nieco szerszym niż dłuższym. Przedplecze jest ciemnobrązowe do czarnego, nieco szersze od głowy, lekko poprzeczne. Pokrywy mają ubarwienie soczyście brązowe. Mierzone wzdłuż szwu są znacznie krótsze niż przedplecze. Kolor smukłych odnóży jest jednolicie jasny. U tylnej pary stóp człon pierwszy nie jest dłuższy od drugiego. Odwłok jest ciemnobrązowy do smolistego z rozjaśnionym wierzchołkiem. Tylko trzy początkowe tergity mają u podstawy wyraźne wgłębienia poprzeczne. Tylko u samca pierwszy tergit jest pośrodku ziarenkowany. U samca szósty tergit ma grubo ziarenkowaną powierzchnię oraz kanciasto pośrodku wysuniętą tylną krawędź. U samicy szósty sternit ma krawędź tylną wyraźnie wykrojoną.

## Ekologia i występowanie
Owad o rozmieszczeniu borealno-górskim. Bytuje w ściółce, pod opadłymi liśćmi i wśród mchów.
Gatunek palearktyczny, znany jest z Danii, Szwecji, Norwegii, Finlandii, Estonii, Polski, Czech, Słowacji, Włoch i północnoeuropejskiej części Rosji. Na „Czerwonej liście gatunków zagrożonych Republiki Czeskiej” umieszczony jest jako gatunek narażony na wymarcie (VU).